# Río Arapey
Der Río Arapey (auch: Río Arapey Grande) ist ein bedeutender Fluss im Nordwesten Uruguays.

## Beschreibung
Der linke Nebenfluss des Río Uruguay, in dessen Salto-Grande-Stausee er mündet, entspringt in der Hügelkette der Cuchilla de Haedo und durchquert auf seinem 240 km langen Verlauf das Departamento Salto. Er ist größtenteils von Wald umgeben. Die Größe seines Einzugsgebiets beträgt 11.410 km². An seinen Ufern ca. 90 km nordwestlich von Salto liegen die Thermen des Arapey.
Zu seinen etwa 100 Nebenflüssen zählen der rechtsseitige Zufluss Río Arapey Chico und die von links mündenden Flüsse Arroyo Mataojo Chico und Arroyo del Tala.

## Zuflüsse
Die folgende Übersicht informiert über die Zuflüsse
(R)- rechter Zufluss / (L)- linker Zufluss

### Oberlauf
(R) Arroyo Juan Pérez, (L) de La Quebrada, (R) del Sauce, (L) del Blanquillo, (L) de la Tapera, (L) del Tigre, (R) Arroyo Del Cerro Chato,
- Paso Jouvin,

(R) Timboa, (L) del Medio, (R) Arroyo Sarandí del Arapey, (R) del Sauce (II), (L) Arroyo Cambará,
- Paso Contrabando,

(R) Arroyo Mataperros Grande, ( (R) del Tala oder del Sauce ), (R)  de la Portera,
- Paso Tapera,

(L) Zanja del Medio, (R) Zanja del Horno, (L) Arroyo Mataojo Chico, ( (R) del Sauce oder Sarandí ), (L) del Bagre
- Picada del Bote.

### Mittellauf
(R) Arroyo de los Talitas, (L) Arroyo Mataojo Grande, (R) de Albornoz, (R) de la Horqueta, (R) del Sarandi, (L) Arroyo Mataojito, (R) del Tala, (L) Arroyo Capon del León, (L) del Sauce, ( (R) del Sauce oder de las Nutrias ), (L) de los Manantiales, (R) del Sauce, (L) Arroyo del Sauce (Río Arapey), (R) Arroyo del Sarandi, (L) Arroyo Sopas, (R) del Sauce, (L) A.del Blanquillo, ( (R) del Sauce oder del Zorro ), (R) Cerrillada, (L) Arroyo Valentín Grande, (R) del Sauce, ( (L) Arroyo Valentín Chico oder Arroyo de las Tunas ), (R) de Alcaín, (L) Arroyo del Tala, (R) de las Pedras, (R) Arroyo Divisa, (R) de la Tapera, (L) de la Isleta, (R) del Yacaré, (R) de las Pedras, (R) San Ricardo, (R) Uña de Gato, ( (L) Arroyo Grande oder Arroyo Tangarupá oder Arroyo de Saucedo ), (L) Piedra Sola, (R) Río Arapey Chico
- Termas del Arapey

### Unterlauf
(R) Arroyo del Tala,  (R) de la Isleta, 
(L) del Sauce,  (R) del Sarandi,  (R) Perro Viejo,  (R) del Sauce,  (L) del Sauzal,  (R) del Charrúa,  (L) Piedra Sola,  (L) de la Totora,  (R) del Fondo,  (R) del Medio,  (R) Sarandí,  (L) Arroyo Palomas Grande,  (L) Tupambaé,  (R) de la Chacra.